# گالینا ویشنفسکایا
گالینا ویشنفسکایا (روسی: Гали́на Па́вловна Вишне́вская؛ ۲۵ اکتبر ۱۹۲۶ – ۱۱ دسامبر ۲۰۱۲) خواننده اپرا اهل اتحاد شوروی بود. وی بین سال‌های ۱۹۴۴ تا ۱۹۸۲ میلادی فعالیت می‌کرد.
از فیلم‌ها یا برنامه‌های تلویزیونی که وی در آن نقش داشته‌است می‌توان به الکساندرا اشاره کرد.
وی همچنین برندهٔ جوایزی همچون لژیون دونور (فرمانده)، مدال دفاع از لنینگراد، هنرمند مردمی جمهوری شوروی فدراتیو سوسیالیستی روسیه، نشان لنین و جایزه هنرمند مردمی اتحاد جماهیر شوروی شده‌است.